# امباگویو، نوئوا ویزکایا
امباگویو، نوئوا ویزکایا (به لاتین: Ambaguio, Nueva Vizcaya) یک سکونتگاه مسکونی در فیلیپین است که در نوئه‌وا ویزکایا واقع شده‌است.

## خصوصیات
امباگویو ۱۵۶٫۲۶ کیلومترمربع مساحت و ۱۳٬۴۵۲ نفر جمعیت دارد.